# Рудниковий газ
Руднико́вий газ — горючий газ без кольору і смаку, переважно без запаху, що виділяється з пластів кам'яного вугілля або тріщин прилеглих порід. Основною складовою його є метан (утворює з повітрям вибухову суміш) з домішками діоксиду вуглецю та азоту, іноді водню, етану, важких вуглеводнів. Основні заходи боротьби з рудниковим газом — вентиляція гірничих виробок і дегазація .